# 2871 Schober
2871 Schober eller 1981 QC2 är en asteroid i huvudbältet som upptäcktes den 30 augusti 1981 av den amerikanske astronomen Edward L.G. Bowell vid Anderson Mesa Station. Den är uppkallad efter den österrikiske astronomen Hans J. Schober.
Asteroiden har en diameter på ungefär 6 kilometer.